# Alexis III de Trébizonde
Pour l’article homonyme, voir Alexis III Ange.
Alexis III de Trébizonde ou Alexis III Grand Comnène (grec moderne : Αλέξιος Γʹ Μέγας Κομνηνός, Alexios III Megas Komnēnos ; 5 octobre 1338 — 20 mars 1390) est empereur de Trébizonde du 22 décembre 1349 jusqu'à sa mort. Il est le fils de l'empereur Basile Ier et de sa seconde (et bigame) femme, Irène. Alexis III s'appelle à l'origine Jean (Ιωάννης, Iōannēs) mais il prend le nom d'Alexis en mémoire de son frère ainé, mort prématurément, ou de son grand-père paternel, Alexis II.

## Enfance et début de règne
Lorsque Basile meurt le 6 avril 1340, sa première femme, Irène, lui succède et envoie tous les enfants de son défunt mari ensemble à Constantinople avec leur  mère. Alexis est élevé à la cour de l'empereur byzantin. À l'âge de onze ans, il est renvoyé à Trébizonde par l'empereur Jean VI Cantacuzène pour remplacer son grand-oncle déchu, Michel, qui n'a été qu'un instrument de la régence et que Jean VI souhaite désormais remplacer. Alexis arrive à Trébizonde le 22 décembre 1349 et est sans opposition accepté comme empereur par la noblesse dirigée par le Méga Doux Nicétas. C'est à ce moment qu'il décide d'adopter le nom d'Alexis et il est couronné empereur le 21 janvier 1350 en compagnie de sa mère Irène et de Jean Lazaropoulos, qui devient plus tard le métropolite de Trébizonde. La stabilité d'Alexis III sur le trône est garantie par l'envoi de son prédécesseur déchu Michel dans un monastère.
En 1351, les relations avec Jean VI sont renforcées par une série d'initiatives diplomatiques. L'empereur déposé Michel est exilé à Constantinople, et le 20 septembre 1351, Alexis III épouse Théodora Cantacuzène, une parente de l'empereur byzantin, dans l'église nouvellement reconstruite de Saint-Eugène. Alexis est accepté en tant qu'empereur en raison de sa jeunesse, car il est plus facilement manipulable par les nobles du royaume qui cherchent à profiter de sa minorité pour leurs propres fins. Alors que les aristocrates se disputent entre eux, Alexis ne supporte plus la sécurité de la capitale et se retire dans le château côtier de Tripoli.
Le jeune empereur est soutenu par sa mère et par certains fidèles généraux et serviteurs, à l'instar de Michel Panaretos, dont la chronique laconique est la principale source sur l'histoire politique de l'empire de Trébizonde. Les nobles insubordonnés ont dû être écrasés un à un par les forces de l'empereur. Alexis et sa cour renforcent leur position en favorisant des relations pacifiques avec les Turcomans, consolidées par des alliances de mariage comme celui entre sa sœur Maria et Fahreddin Kutlubeg des Aq Qoyunlu. Comme sa position s'est améliorée, il a de moins en moins besoin de s'appuyer sur son conseiller Nicétas. Le Méga Doux est contraint de s'enfuir à Kérassonte en juin 1354 et tente de s'emparer de Trébizonde en mars 1355. Les rebelles réalisent qu'il leur est impossible de remporter la victoire et doivent abandonner leur expédition. Alexis navigue avec une petite flotte vers Kérassonte en compagnie de sa mère et du métropolite, et conquiert la ville en l'absence de Nicétas. La cavalerie impériale assiège la dernière forteresse fidèle au renégat, Kenchrina, et obtient sa reddition. Nicétas et ses partisans aristocrates sont faits prisonniers et emmenés à Trébizonde où il meurt en 1360. La chute de Kenchrina marque ainsi la fin de quinze années de guerre civile.

## Relations extérieures
Alexis III peut désormais reporter son attention sur le renforcement de ses frontières contre les Turcomans, sans succès. En effet, il essuie une importante défaite en 1355. Alexis et Panaretos sauvent leur vie de justesse. Une invasion dirigée par Hajji 'Umar, l'émir de Chalybia, est arrêtée par la voie diplomatique, et l'émir épouse la sœur d'Alexis, Théodora, en 1358. Cette politique qui cherche à former des alliances par la diplomatie avec les princes musulmans voisins se poursuit tout au long de son règne, par le mariage de quatre filles de l'empereur.
Une nouvelle tentative de la noblesse visant à renverser Alexis échoue en 1363. Le métropolite Niphon est déposé pour sa complicité dans le complot et est remplacé par le fidèle soutien de l'empereur, Jean Lazaropoulos (sous le nom monastique de Joseph). Malgré ses victoires sur les nobles, Alexis fait preuve de retenue et d'une volonté de compromis envers eux en leur confirmant leurs droits sur leurs terres.
Alexis est incapable de déloger les Génois et les Vénitiens de leur position hégémonique dans le commerce de Trébizonde. La position de Venise décroît depuis sa concession de Léontokastron aux Génois en 1349, et en 1360, Alexis tente de restaurer les relations commerciales avec Venise pour contrebalancer la puissance de Gênes dans la région. En 1364, il confirme aux Vénitiens leurs anciens privilèges et leur attribue un dépôt. Mais les Vénitiens ne sont pas satisfaits de leurs acquisitions et se brouillent par jalousie avec les Génois. Une autre concession s'ensuit pour Venise en 1367, et il abaisse peu à peu les redevances perçues sur le commerce vénitien. Néanmoins, la tentative d'Alexis pour exploiter le commerce des républiques italiennes donne lieu à un fort ressentiment de la part de celles-ci. En 1376–1377, les Vénitiens complotent avec le despote Dobrotitsa de Dobroudja (un ennemi des Génois) pour placer son beau fils Michel Paléologue, un fils de Jean V Paléologue, sur le trône de Trébizonde. L'expédition échoue lorsque Michel est assassiné par son beau-frère bulgare. Les relations avec Venise sont rebâties, mais bien qu'Alexis ait réduit les prélèvements collectés sur les Vénitiens en 1381, leur puissance diminue.
Au cours de son long règne, Alexis répare les dommages physiques causés à la capitale, et fait de riches donations à plusieurs monastères, en particulier au monastère de Sumela, et fonde le monastère de Dionysiou au mont Athos. Le Typikon de Dionysiou est un exemple de mérite artistique et beauté. Lorsque Alexis III meurt le 20 mars 1390, son fils Manuel III lui succède.

## Descendance
Par sa femme, Théodora Cantacuzène, Alexis III a eu sept enfants :
- Anne (1357-1406), qui épouse le roi Bagrat V de Géorgie ;
- Basile (1358-1377) ;
- Manuel (1364-1417), empereur de Trébizonde sous le nom de Manuel III ;
- Eudoxie, qui épouse Tajeddin, émir de Kardak, puis en secondes noces, le prince serbe Constantin Dragaš ;
- Maria, qui épouse Suleyman Beg, émir de Chalybia ;
- une fille au nom inconnu qui épouse Mutahharten, émir d'Erzincan ;
- Une autre fille au nom inconnu, qui épousa Kara Yülük Osman, chef des Aq Qoyunlu.

Par une maîtresse au nom inconnu, Alexis III a aussi eu deux fils :
- Andronic (1355–1376), qui épouse Goulkan-Khatoun (rebaptisée Eudoxie), fille du roi David IX de Géorgie, mais qui se remarie peu de temps après la mort d'Andronic avec son demi-frère Manuel III ;
- Jean.